# Amok (film 1993)
Amok è un film del 1993 diretto da Joël Farges e basato sull'omonima novella di Stefan Zweig, scrittore austriaco.

## Remake
Oltre al film del 1993, dalla novella di Zweig erano già stati tratti altri lungometraggi — rispettivamente nel 1927, 1934, 1944, 1983 — nonché molte rappresentazioni teatrali.